# Nachal Almon
Nachal Almon (hebrejsky: נחל עלמון) je krátké vádí v Horní Galileji, v severním Izraeli.
Začíná nedaleko severozápadního okraje vesnice Alma. Směřuje pak k severozápadu úžlabinou mezi horami Har Almon (728 m n. m.) a Har Rejchan (708 m n. m.). Prudce se zařezává do okolního terénu a vytváří hluboké bezlesé údolí. To ústí potom zprava do kaňonu vádí Nachal Dišon, nedaleko od protilehlého ústí Nachal Aviv.